# NGC 7241
NGC 7241 este o galaxie situată în constelația Pegas. A fost descoperită în 3 septembrie 1872 de către Édouard Stephan⁠(d). Se află la o distanță de 28,84 de megaparseci de Pământ.